# Riccardo Divora
Riccardo Divora, född 22 december 1908 i Koper, död 10 januari 1951, var en italiensk roddare.
Divora blev olympisk silvermedaljör i fyra med styrman vid sommarspelen 1932 i Los Angeles.